# Eric Williams (ur. 1972)
Eric C. Williams (ur. 17 lipca 1972 w Newark) – amerykański koszykarz występujący na pozycji skrzydłowego.
Po zakończeniu kariery wystąpił w czterech sezonach reality show – Basketball Wives, a w 2013 roku w filmie „The Caribbean Heist”.

## Osiągnięcia
NCAA
Na podstawie, o ile nie zaznaczono inaczej.
- Uczestnik turnieju:
  - NCAA (1994)
  - NIT (1995)
- Mistrz Konferencji Big East (1994)
- Zaliczony do I składu konferencji Big East (1995)

NBA
- Uczestnik Rookie Challenge (1996)